# Моје другарице
Моје другарице је четврти студијски албум Елме Синановић издат 1998. године на аудио-касети за издавачку кућу ЗаМ и на CD за издавачке куће ЗаМ и Тривалић. Текстове песама јој је написала Марина Туцаковић.

## Списак песама
| №   | Назив                      | Трајање |  |
| 1.  | Моје другарице             |         |  |
| 2.  | Све је ноћас против нас    |         |  |
| 3.  | Кад је теби ћеиф           |         |  |
| 4.  | Како да те љубим после ње  |         |  |
| 5.  | Да ме не вара              |         |  |
| 6.  | Шта ћеш ти у мојим песмама |         |  |
| 7.  | Да те може заменити неко   |         |  |
| 8.  | Тотални преокрет           |         |  |
| 9.  | Еј, када бих знала         |         |  |
| 10. | Брига ме                   |         |  |

## Обраде
- 1. Моје другарице (оригинал: )
- 2. Све је ноћас против нас (оригинал: )